# Bartołty Małe
Bartołty Małe (deutsch Klein Bartelsdorf) ist ein Ort in der polnischen Woiwodschaft Ermland-Masuren. Er gehört zur Gmina Barczewo (Stadt- und Landgemeinde Wartenburg i. Ostpr.) im Powiat Olsztyński (Kreis Allenstein).

## Geographische Lage
Bartołty Małe liegt im Westen der Woiwodschaft Ermland-Masuren, 25 Kilometer östlich der Kreis- und Woiwodschaftshauptstadt Olsztyn (deutsch Allenstein).

## Geschichte
Der Ort Klein Bartelsdorf wurde nach 1379 von Groß Bartelsdorf (polnisch Bartołty Wielkie) abgezweigt. Im Jahre 1717 wurde das kleine Dorf als zum Kreis Heilsberg zugehörig erwähnt. 1820 wurde es als „königliches Bauerndorf“ mit elf Feuerstellen bei 41 Einwohnern genannt. Eine Volkszählung am 3. Dezember 1861 erbrachte elf Häuser und 92 Einwohner. 
Als 1874 der Amtsbezirk Bartelsdorf im ostpreußischen Kreis Allenstein errichtet wurde, wurde die Landgemeinde Klein Bartelsdorf eingegliedert.
74 Einwohner zählte Klein Bartelsdorf im Jahre 1910. Am 30. September 1928 wurden die beiden Weiler (polnisch Osada) Pirk (polnisch Pirki, nicht mehr existent) und Kirschbaum (Kierzbuń) nach Klein Bartelsdorf eingemeindet, gleichzeitig der Ort Klein Bartelsdorf in „Kirschbaum“ umbenannt.
In Kriegsfolge kam 1945 das gesamte südliche Ostpreußen zu Polen. Klein Bartelsdorf alias Kirschbaum erhielt die polnische Namensform „Bartołty Małe“ und ist heute eine Ortschaft im Verbund der Stadt-und-Land-Gemeinde Barczewo (Wartenburg i. Ostpr.) im Powiat Olsztyński (Kreis Allenstein), von 1975 bis 1998 zur Woiwodschaft Olsztyn, seither zur Woiwodschaft Ermland-Masuren zugehörig.

## Kirche
Bis 1945 war Klein Bartelsdorf bzw. Kirschbaum in die evangelische Kirche Wartenburg (Ostpreußen) (polnisch Barczewo) in der Kirchenprovinz Ostpreußen der Kirche der Altpreußischen Union, außerdem in die römisch-katholische Kirche Groß Bartelsdorf (polnisch Bartołty Wielkie) eingepfarrt.
Bartołty Wielkie ist auch katholischerseits die Pfarrei für Bartołty Małe, die jetzt zum Erzbistum Ermland gehört. Die evangelischen Einwohner orientieren sich zur Christus-Erlöser-Kirche Olsztyn (Allenstein) in der Diözese Masuren der Evangelisch-Augsburgischen Kirche in Polen.

## Verkehr
Bartołty Małe ist von den beiden Nachbarorten Bartołty Wielkie (Groß Bartelsdorf) bzw. Leszno (Groß Leschno, 1938 bis 1945 Leschnau) auf direktem Wege zu erreichen. Eine Anbindung an den Bahnverkehr besteht nicht.